# Rundellav
Rundellav (Lobothallia radiosa) är en lavart som först beskrevs av Georg Franz Hoffmann och som fick sitt nu gällande namn av Joseph Hafellner. 
Rundellav ingår i släktet Lobothallia, och familjen Megasporaceae. Arten är reproducerande i Sverige.